# Sex (boutique)
Pour les articles homonymes, voir sex.
Sex est une boutique de vêtements et d'accessoires lancée et tenue par Malcolm McLaren et Vivienne Westwood, et située au n° 430, Kings Road à Londres. Elle ouvre en 1971 sous la dénomination de Paradise Garage, puis change de noms plusieurs fois dans la décennie. Elle ferme en 1983.

## Historique

### Let It Rock
Fin 1971, Malcolm McLaren, Vivienne Westwood et Patrick Casey s'installent au 430 King's Road à Londres dans une boutique sombre avec un juke-box du nom de Paradise Garage.
Ils la rebaptisent vite Let It Rock et y vendent toutes sortes d'accessoires en relation avec le rock des années 1950 des disques de l'époque en passant par des blousons en cuir d'occasion jusqu'aux vêtements confectionnés par Vivienne Westwood. 
Ce qui fera notamment le succès de la boutique, outre son incroyable décoration, est qu'elle est agencée en deux parties, dont une première partie avant où les gens – clients ou non – prennent l'habitude de traîner.
Le magasin devient vite le centre du revival Teddy Boys de l'époque et fait l'objet de plusieurs articles de presse.
Cette notoriété amène une clientèle branchée à la boutique qui est éloignée des convictions personnelles de Malcolm McLaren et Vivienne Westwood alors que dans le même temps, la concurrence s'installe et que le revival Teddy Boys commence son déclin.

### Sex
En avril 1974, Too Fast To Live, Too Young To Die ferme pour plusieurs mois de travaux. Malcolm McLaren veut un magasin noir où se vendraient des vêtements sexy ou fétichistes qui se vendent habituellement par correspondance.
Ils trouvent des fournisseurs de vêtements en latex et en cuir ; ils décorent la boutique avec un matériau spongieux qui lui donne l'aspect d'un utérus et bombent des phrases trouvées dans des livres fétichistes sur les murs qui seront réutilisées pour faire des tee-shirts. La nouvelle boutique s'appelle Sex, on y trouve des vestiges des anciens stocks des boutiques précédentes, des accessoires fétichistes, des créations de Vivienne Westwood. C'est vers cette époque que Jordan (Pamela Rooke) devient vendeuse au magasin.
Cette nouvelle ambiance inspire Vivienne Westwood qui met plus l'accent sur le charnel dans ses créations et développe encore sa gamme de tee-shirts en simplifiant la coupe au minimum (deux carrés de tissu cousu ensemble) et en s'inspirant des tabous sexuels et des slogans situationnistes pour les décorer.
Avant le départ de Malcolm McLaren pour New York, il travaille avec Vivienne Westwood sur le premier tee-shirt manifeste « You're gonna wake up one morning and know what side of the bed you've been lying on! » ; ce tee-shirt sera le point de départ d'un nouveau style.
Vivienne Westwood enrichit sa gamme de tee-shirts sur lesquels elle ajoute des fermetures à glissière, du cuir clouté, des poches en plastique, des déchirures, etc.

Elle utilise des visuels inspirés de la pornographie : une paire de seins placée à la hauteur de la poitrine, un footballeur noir nu avec le sexe pendant, un garçon de douze ans expirant la fumée d'une cigarette dans une attitude suggestive, la cagoule du violeur de Cambridge, deux cow-boys sans pantalon se faisant face avec leurs sexes qui se frôlent. Ces visuels sont généralement imprimés dans des couleurs criardes (marron sur rose, rouge sur vert).

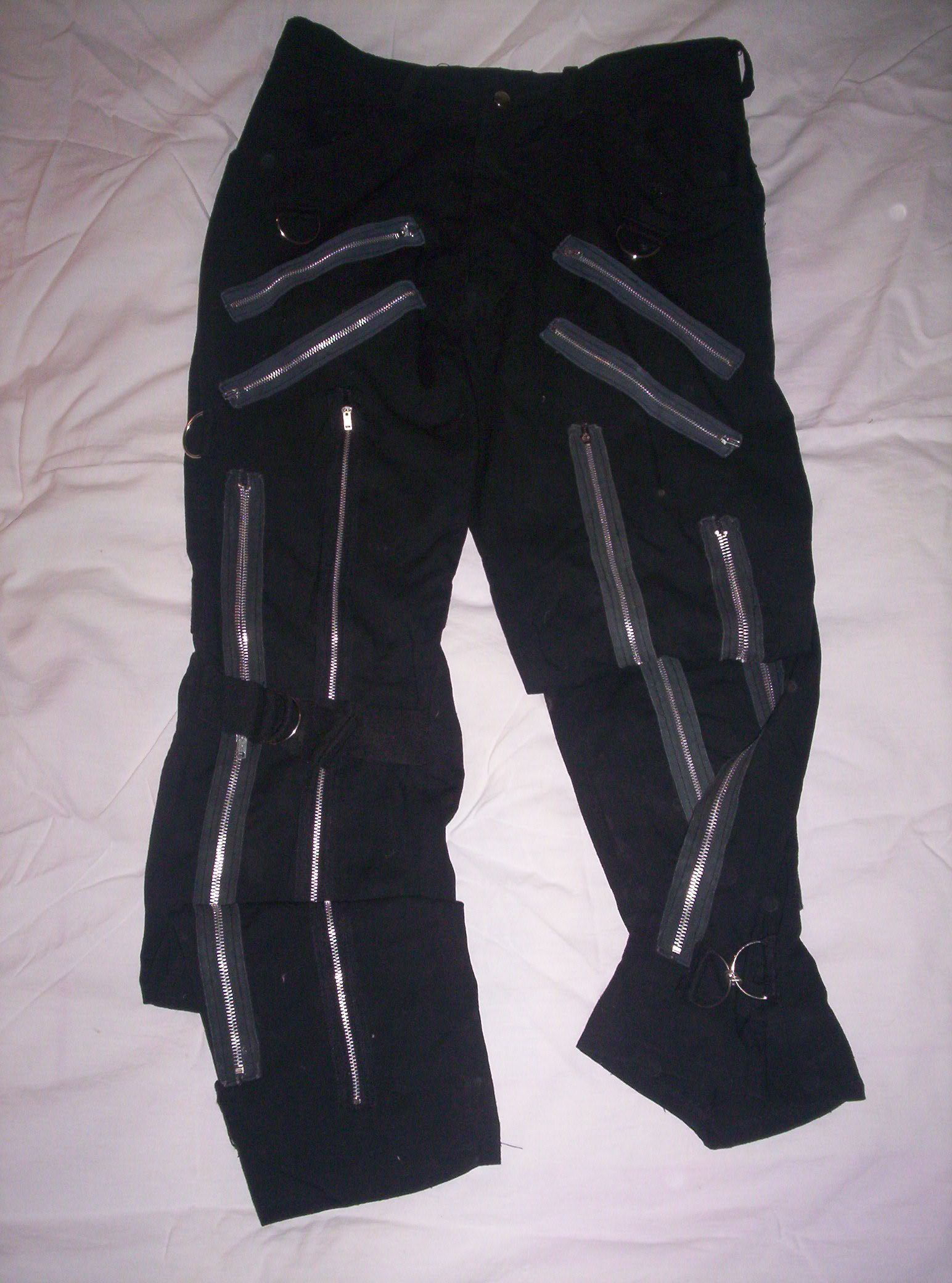
Pantalon inspiré du costume bondage.

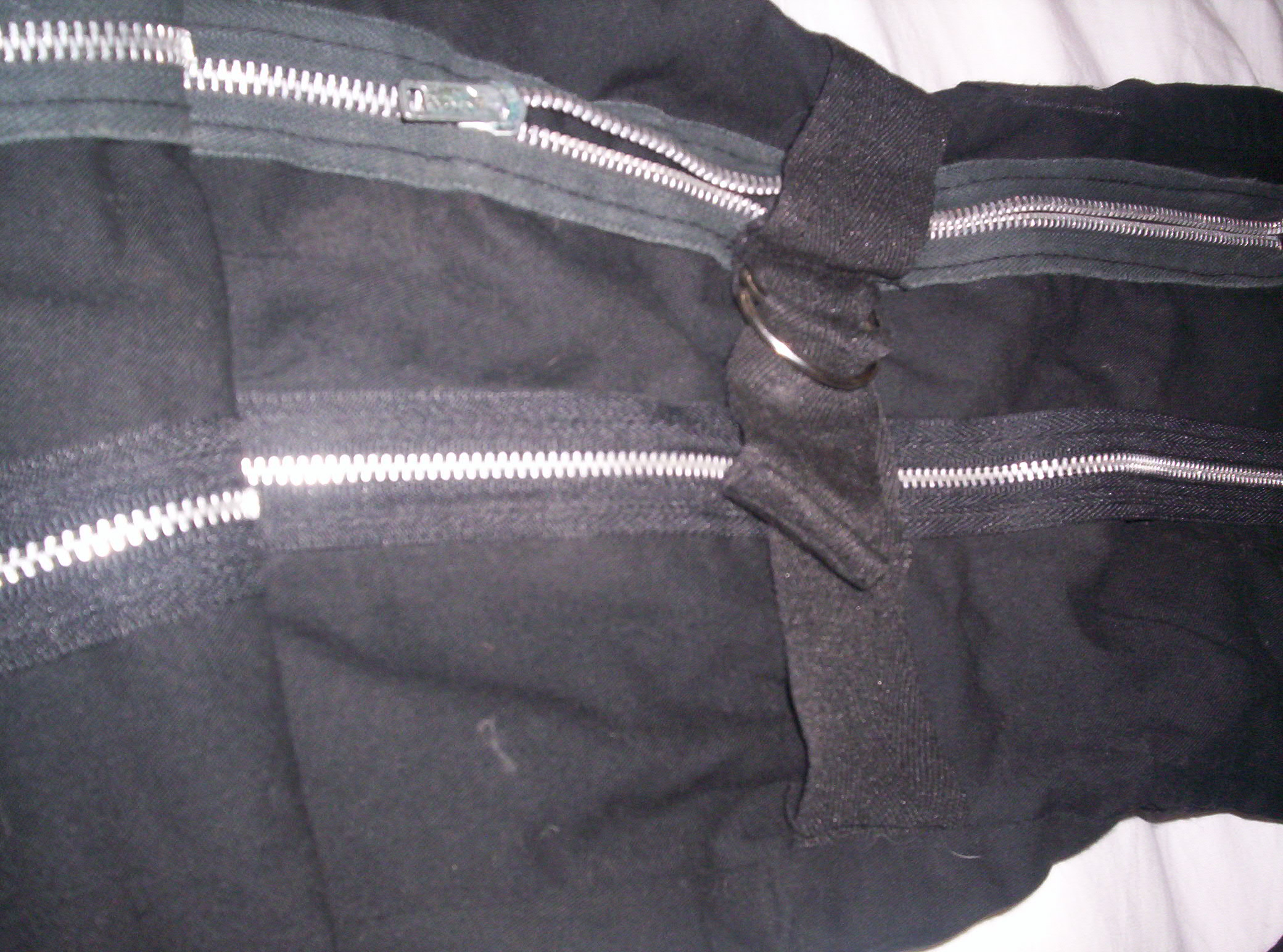
Détail d'un pantalon inspiré du costume bondage.

Certains de ces visuels vont trop loin et sont interdits. 
C'est le cas du tee-shirt avec la cagoule du violeur de Cambridge que McLaren réédite à son retour de New York de manière ironique en ajoutant « A Hard Day's Night - Brian Epstein - trouvé mort le 27 août 1967 après qu'il eut pris part à des pratiques sado-masochistes / le sado-masochisme était son truc » par provocation.
Ou encore le visuel avec les deux cow-boys dont les tee-shirts furent confisqués à la suite d'une descente de police dans le magasin ce qui valut une contravention à McLaren et Westwood.
À partir de l'été 1975, une nouvelle faune fréquente la boutique dont un certain John Simon Ritchie et un certain John Lydon.
Sur un coup de bluff, plus que par conviction McLaren fait passer une audition à John Lydon sur le juke-box du magasin sur Eighteen d'Alice Cooper qui se termine par des rires et sera pourtant le début des Sex Pistols dont la renommée popularisera le look inspiré par cette boutique. 
À mesure que le groupe connaît du succès, la renommée et la clientèle de la boutique s'accroissent.
L'investissement de  McLaren dans le groupe permettra à Westwood de s'exprimer plus avant dans les vêtements et d'affirmer son style.
Des chemises en toile de parachute sont confectionnées avec des légendes tirées des romans d'Alex Trocchi sur la poitrine, il y eut une série de tee-shirts et de chemises avec des cartes à jouer sexy fixées dessus dans des pochettes plastiques.
Mais les éléments les plus connus de cette collection restent la chemise Anarchy et le costume bondage.
La chemise Anarchy est rayée rouge, noir et brun dans une coupe années 1960, elle est couverte de slogans faits au pochoir inspirés des événements de 1968 (Seuls les anarchistes sont beaux, Prenez vos désirs pour des réalités, À bas le coca-cola, etc.), de petits portraits de Karl Marx sont placés d'un côté du torse tandis que sur l'autre côté, une croix gammée orne le col ; le tout porté avec un brassard où s'inscrit chaos.
Le costume bondage est constitué d'un pantalon étroit en coton noir satiné sur lequel sont ajoutées des fermetures à glissière (derrière le genou, sous la cuisse, à l'arrière de l'entre-jambe), des sangles pour entraver les jambes et des rabats sur les fesses.
Parmi les vendeurs ayant travaillé chez Sex, on compte Glen Matlock recruté en 1973, ou Chrissie Hynde en 1974.

### Seditionaries
Au tout début 1977, le magasin change encore de style et de nom pour Seditionaries. L'argent issu du succès de Sex permet à Malcolm McLaren et Vivienne Westwood de développer totalement l'environnement qu'ils désirent pour la boutique : high-tech, chaotique, industriel et kitsch.
Vivienne Westwood s'investit de plus en plus tant dans la boutique que dans les collections et durant l'année 1977, ses vêtements font régulièrement la couverture des magazines.
De nouvelles pièces apparaissent et côtoient toujours les anciens éléments vendus dans la boutique comme des tee-shirts imprimés avec la tête de reine fendue, une croix gammée à l'envers et Destroy en surimpression dessus tandis que les manches trop longues se ramènent en arrière par des attaches de colliers de chiens.
À partir de cette époque, d'autres magasins s'installent sur King's Road et commencent à faire de la concurrence à la boutique en présentant leur propre collection.

### World's End
Début des années 1980, la nouvelle collection de Vivienne Westwood inspirée d'une tendance « Pirate » est l'occasion de changer décoration et nom du magasin pour devenir World's End. Après la vague punk, opportuniste, elle et Malcolm surfent ainsi sur le succès de la mode éphémère des Nouveaux Romantiques. Malcolm McLaren produit d'ailleurs au même moment un groupe en phase avec ce courant, les Bow Wow Wow.
En 1983, Malcolm McLaren et Vivienne Westwood se séparent définitivement mettant un terme à leur collaboration et à la boutique, continuant chacun sur des voies différentes.